# Fronteira Etiópia–Sudão do Sul
A fronteira entre a Etiópia e o Sudão do Sul é a linha de fronteira que se estende a leste do Sudão do Sul por 883 km, desde a tríplice fronteira de ambos os países com o Sudão até à tríplice fronteira de ambos com o Quênia. Com a independência do Sudão do Sul em 2011, esta linha sucede à fronteira entre Etiópia e Sudão, cuja demarcação não está concluída. Houve entre Sudão e Etiópia conversações no sentido de finalizar o processo, iniciadas em 2001. Algumas destas iniciativas foram condenadas pela oposição etíope.
Até 2011 era uma zona insegura, com esporádicas escaramuças entre o exército etíope e as forças separatistas da Frente de Libertação de Oromo (OLF).